# キャプテン・アメリカ/ウィンター・ソルジャー (サウンドトラック)
| 専門評論家によるレビュー | 専門評論家によるレビュー |
| レビュー・スコア         | レビュー・スコア         |
| 出典                     | 評価                     |
| ------------------------ | ------------------------ |
| Movie Music UK           | (negative)               |
| Movie Wave               | [ 2 ]                    |
| Soundtrack Geek          | 4.3/10                   |

『キャプテン・アメリカ/ウィンター・ソルジャー オリジナル モーション ピクチャー サウンドトラック』（Captain America: The Winter Soldier – Original Motion Picture Soundtrack）は、マーベル・スタジオの映画『キャプテン・アメリカ/ウィンター・ソルジャー』用にヘンリー・ジャックマンが作曲した音楽であり、2014年4月1日にハリウッド・レコードより発売された。

## 背景
2013年6月、ヘンリー・ジャックマンが『キャプテン・アメリカ/ウィンター・ソルジャー』の音楽を作曲することが公式発表された。6ヶ月間に及ぶ作曲作業の後、ジャックマンは2013年後半にAIRスタジオで録音した。
映画では『キャプテン・アメリカ/ザ・ファースト・アベンジャー』でのアラン・シルヴェストリによるテーマ曲も使われるが、サウンドトラックには収録されていない。

## トラックリスト
| 全作曲: 特記以外は全てヘンリー・ジャックマン。 |                                                |      |                                       |                                     |      |
| #                                              | タイトル                                       | 作詞 | 作曲・編曲                            | アーティスト                        | 時間 |
| 1.                                             | 「レムリア・スター」                           |      | 特記以外は全て ヘンリー・ジャックマン |                                     | 3:06 |
| 2.                                             | 「プロジェクト・インサイト」                   |      | 特記以外は全て ヘンリー・ジャックマン |                                     | 1:29 |
| 3.                                             | 「ザ・スミソニアン」                           |      | 特記以外は全て ヘンリー・ジャックマン |                                     | 1:36 |
| 4.                                             | 「アン・オールド・フレンド」                   |      | 特記以外は全て ヘンリー・ジャックマン |                                     | 3:05 |
| 5.                                             | 「ニック・フューリー」                         |      | 特記以外は全て ヘンリー・ジャックマン |                                     | 4:07 |
| 6.                                             | 「ザ・ウィンター・ソルジャー」                 |      | 特記以外は全て ヘンリー・ジャックマン |                                     | 6:24 |
| 7.                                             | 「フォールン」                                 |      | 特記以外は全て ヘンリー・ジャックマン |                                     | 2:51 |
| 8.                                             | 「アレクサンダー・ピアース」                   |      | 特記以外は全て ヘンリー・ジャックマン |                                     | 2:58 |
| 9.                                             | 「テイキング・ア・スタンド」                   |      | 特記以外は全て ヘンリー・ジャックマン |                                     | 2:07 |
| 10.                                            | 「フローズン・イン・タイム」                   |      | 特記以外は全て ヘンリー・ジャックマン |                                     | 3:52 |
| 11.                                            | 「ヒドラ」                                     |      | 特記以外は全て ヘンリー・ジャックマン |                                     | 6:46 |
| 12.                                            | 「ナターシャ」                                 |      | 特記以外は全て ヘンリー・ジャックマン |                                     | 1:12 |
| 13.                                            | 「ザ・コーズウェー」                           |      | 特記以外は全て ヘンリー・ジャックマン |                                     | 2:41 |
| 14.                                            | 「タイム・トゥ・スーツ・アップ」               |      | 特記以外は全て ヘンリー・ジャックマン |                                     | 2:05 |
| 15.                                            | 「イントゥ・ザ・フレイ」                       |      | 特記以外は全て ヘンリー・ジャックマン |                                     | 6:05 |
| 16.                                            | 「カウントダウン」                             |      | 特記以外は全て ヘンリー・ジャックマン |                                     | 4:26 |
| 17.                                            | 「エンド・オブ・ザ・ライン」                   |      | 特記以外は全て ヘンリー・ジャックマン |                                     | 2:51 |
| 18.                                            | 「キャプテンアメリカ」                         |      | 特記以外は全て ヘンリー・ジャックマン |                                     | 9:41 |
| 19.                                            | 「イッツ・ビーン・ア・ロング・ロング・タイム」 |      | 特記以外は全て ヘンリー・ジャックマン | ハリー･ジェイムス&ヒズ･オーケストラ | 3:23 |
| 20.                                            | 「トラブルマン」                               |      | 特記以外は全て ヘンリー・ジャックマン | マーヴィン・ゲイ                    | 3:47 |

## チャート入り
| チャート (2014)              | 最高 順位 |
| ---------------------------- | --------- |
| US Billboard Top Soundtracks | 13        |